# یوری سوسلوپاروف
یوری سوسلوپاروف (روسی: Юрий Владимирович Суслопаров؛ ۱۴ اوت ۱۹۵۸ – ۲۸ مهٔ ۲۰۱۲) بازیکن فوتبال اهل اتحاد جماهیر شوروی سوسیالیستی بود.
از باشگاه‌هایی که در آن بازی کرده‌است می‌توان به باشگاه فوتبال متالیست خارکوف، باشگاه فوتبال کارپاتی لویو، باشگاه فوتبال تورپدو مسکو، و باشگاه فوتبال اسپارتاک مسکو اشاره کرد.
وی همچنین در تیم ملی فوتبال شوروی بازی کرده‌است.